# Sars-Poteries
Sars-Poteries és un municipi francès, situat a la regió dels Alts de França, al departament del Nord. L'any 2007 tenia 1.480 habitants. Es troba a 100 km de Lilla, Brussel·les (Bèlgica) o Reims (Marne), a 45 km de Valenciennes, Mons (B) o Charleroi (B) i a 8 km d'Avesnes-sur-Helpe.

## Demografia
| 1962                                       | 1968  | 1975  | 1982  | 1990  | 1999  | 2006  |
| ------------------------------------------ | ----- | ----- | ----- | ----- | ----- | ----- |
| 1.697                                      | 1.863 | 1.766 | 1.655 | 1.496 | 1.541 | 1.490 |
| Des de 1962: població sense dobles comptes |       |       |       |       |       |       |

## Administració
| Període | Identitat    | Partit |
| ------- | ------------ | ------ |
| 2001-   | Alain Gillet |        |